# 評論! 家族
『評論! 家族』（ひょうろん かぞく）は、1990年7月22日にTBSの新鋭ドラマシリーズで放送された赤坂晃（光GENJI）主演の単発ドラマ。放送時間はTBSでは16:30～17:24。

## 出演
- 広岡純一 - 赤坂晃（家族問題評論家）
- 林隆三
- 松本留美
- 松本伊代

| スタブアイコン | サブスタブ | この項目は、まだ閲覧者の調べものの参照としては役立たない、テレビ番組に関連した書きかけの項目です。この項目を加筆・訂正などしてくださる協力者を求めています（P:テレビ/PJ:放送または配信の番組）。 |